# دژ (فیلم)
دژ (انگلیسی: The Citadel) فیلمی در ژانر درام و رمانتیک به کارگردانی کینگ ویدور است که در سال ۱۹۳۸ منتشر شد.

## بازیگران
- رابرت دونات
- روسالیند راسل
- رالف ریچاردسون
- رکس هریسون
- املین ویلیامز
- Penelope Dudley-Ward
- فرانسیس ال سالیوان
- سسیل پارکر
- Athene Seyler
- ادوارد چاپمن
- فلیکس آیلمر
- کینستن ریوز
- مری کلیر
- نورا سوینبورن